# Helicomastax copensis
Helicomastax copensis är en insektsart som beskrevs av David M. Rowell och Bentos-pereira 2001. Helicomastax copensis ingår i släktet Helicomastax och familjen Eumastacidae. Inga underarter finns listade i Catalogue of Life.